# 天文草
天文草（学名：Acmella ciliata）为菊科金钮扣属下的一个种。

## 扩展阅读
- 維基物種上的相關：天文草